# Jesús Mendizábal
Jesús Mendizábal (* 16. Januar 1959 in Mexiko-Stadt) ist ein ehemaliger mexikanischer Fußballspieler, der vorwiegend im Mittelfeld agierte.

## Laufbahn
Mendizábal erhielt seinen ersten Profivertrag bei seinem „Heimatverein“ Club América, zu dessen erster Mannschaft er zwar zweieinhalb Jahre (von Sommer 1979 bis Dezember 1981) gehörte, in diesem Zeitraum aber nur zu zwölf Einsätzen in der ersten Liga kam.
Für die Rückrunde der Saison 1981/82 wurde er an den Zweitligisten CD Cuautla ausgeliehen, bevor er zu Beginn der Saison 1982/83 zum Erstligisten Club León wechselte, bei dem ihm der Durchbruch gelang. Bei den Esmeraldas wurde Mendizábal Stammspieler und erzielte in der Saison 1986/87 insgesamt 14 Tore. In dieser Saison gelang ihm auch der Sprung in die  Nationalmannschaft, für die er zwischen Januar und Mai 1987 zu fünf Einsätzen kam und am 28. April 1987 einen Treffer zum 13:0-Sieg gegen die Bahamas beisteuerte.
Vor der Saison 1987/88 wechselte er zum Deportivo Toluca FC, mit dem er 1989 die Copa México gewann. Seine letzte Saison 1990/91 verbrachte er in Diensten des Querétaro FC.

## Erfolge
- Mexikanischer Pokalsieger: 1989